# Phakellia labellum
Phakellia labellum är en svampdjursart som först beskrevs av Jean-Baptiste Lamarck 1814.  Phakellia labellum ingår i släktet Phakellia och familjen Axinellidae.
Artens utbredningsområde är Madagaskar. Inga underarter finns listade i Catalogue of Life.